# كريس هودسون
كريس هودسون هو سياسي كندي، ولد في 1962 في كندا. حزبياً، نشط في حزب أونتاريو المحافظ التقدمي. وقد انتخب عضو برلمان مقاطعة أونتاريو.